# Карась Кирило
Кири́ло Карась (1887, Наддніпрянщина — липень 1920, поблизу містечка Чорний Острів, нині смт, Хмельницький район) — український військовик-артилерист.

## Життєпис
Народився в 1887 році. Наддніпрянець, походив з старого роду (кавказьких козаків). Мав ранг капітана артилерії російської, згодом Наддніпрянської армій.
Один із найкращих артилеристів УГА. Учасник боїв біля Львова восени 1918 (зокрема, у боях під Дублянами — командант гарматного полку, тоді мав ранґ отамана), Чортківської офензиви. Пізніше — командант X-го Гарматного полку Янівської бригади УГА. Хворів на тиф під час Різдва 1919—1920 років.
В липні 1920 року загинув у бою біля Чорного Острова (нині смт, Хмельницький район, Хмельницька область, Україна) проти більшовиків (зарубаний кіннотниками).